# Kazi Nazrul Islam

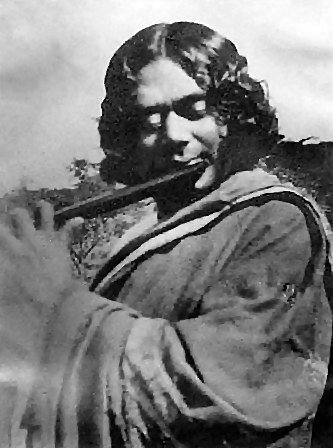
Kazi Nazrul Islam

Kazi Nazrul Islam (Bengaals: কাজী নজরুল ইসলাম Kazi Nozrul Islam) (25 mei 1899 – 29 augustus 1976) was een Bengaals dichter, muzikant, revolutionair, en filosoof. Zijn gedichten evoceren een intens spiritueel verzet tegen orthodoxie en onderdrukking. Zijn poëzie en nationalistisch activisme bezorgden hem de populaire titel Bidrohi Kobi (Rebel Poet). Nazrul schreef tijdens zijn leven een uitgebreid gerenommeerd oeuvre en is officieel erkend als de dichter des vaderlands van Bangladesh; ook in India wordt hij gerespecteerd .
- Bibsys: 90362315
- Bibliothèque nationale de France: cb135633080 (data)
- CiNii: DA1533222X
- Gemeinsame Normdatei: 11926787X
- International Standard Name Identifier: 0000 0000 8362 4249
- Library of Congress Control Number: n83185575
- MusicBrainz: 833c036c-fcee-4f78-a918-5aa0b2d95596
- Bibliotheek van het Japanse parlement: 00514064
- Nationale Bibliotheek van Israël: 987007275614605171
- Nationale Bibliotheek van Polen: a0000003266805
- Nederlandse Thesaurus van Auteursnamen: 103909966
- Système universitaire de documentation: 052551903
- TDVİA: nezrulislam
- Virtual International Authority File: 19845309
- WorldCat: E39PBJxGWWd9vHHpXjtGy4r6rq